# Сухой Иргиз (приток Большого Иргиза)
Сухой Иргиз — река в Самарской области России, правый приток реки Большой Иргиз, её устье находится в 590 километрах от устья последней по правому берегу. Длина реки составляет 32 км, площадь бассейна — 147 км².

## Данные водного реестра
По данным государственного водного реестра России относится к Нижневолжскому бассейновому округу, водохозяйственный участок реки — Большой Иргиз от истока до Сулакского гидроузла. Речной бассейн реки — Волга от верхнего Куйбышевского водохранилища до впадения в Каспий.